# 80000 (număr)
80000 (optzeci de mii) este numărul natural care urmează după 79999 și precede pe 80001 într-un șir crescător de numere naturale.

## În matematică
80000:
- Este un număr par.[1][2]
- Este un număr compus.[3]
- Este un număr abundent.[4][5]
- Este un număr Harshad.[6][7]
- Este un număr odios.[8][9]
- Este un număr rotund.[10][11]

## În știință

### În astronomie
- 80000 este un asteroid din centura principală.

## În alte domenii
80000 se poate referi la:
- Numărul aproximativ de ore lucrate în decursul unei cariere.[12]